# Metopelloides barnardi
Metopelloides barnardi är en kräftdjursart som beskrevs av Guijanova 1938. Metopelloides barnardi ingår i släktet Metopelloides och familjen Stenothoidae. Inga underarter finns listade i Catalogue of Life.